# Macrotes cordovalis
Macrotes cordovalis là một loài bướm đêm trong họ Geometridae.